# Bistum Três Lagoas
Das Bistum Três Lagoas (lat.: Dioecesis Trilacunensis) ist eine in Brasilien gelegene römisch-katholische Diözese mit Sitz in Três Lagoas im Bundesstaat Mato Grosso do Sul.

## Geschichte
Das Bistum Três Lagoas wurde am 3. Januar 1978 durch Papst Paul VI. mit der Apostolischen Konstitution Sacer Praesul aus Gebietsabtretungen des Bistums Campo Grande errichtet und dem Erzbistum Cuiabá als Suffraganbistum unterstellt. Am 27. November 1978 wurde das Bistum Três Lagoas dem Erzbistum Campo Grande als Suffraganbistum unterstellt.

## Bischöfe von Três Lagoas
- Geraldo Majela Reis, 1978–1981, dann Erzbischof von Diamantina
- Izidoro Kosiński CM, 1981–2009
- José Moreira Bastos Neto, 2009–2014
- Luiz Gonçalves Knupp, seit 2015